# Kouvola (Verwaltungsgemeinschaft)

Lage der Verwaltungsgemeinschaft Kouvola in Finnland

Die Verwaltungsgemeinschaft Kouvola (finnisch Kouvolan seutukunta) ist eine von zwei Verwaltungsgemeinschaften (seutukunta) der finnischen Landschaft Kymenlaakso und umfasst insgesamt circa 97.560 Einwohner.
Die Verwaltungsgemeinschaft Kouvola umfasst die namensgebende Stadt Kouvola und die Gemeinde Iitti.